# Stefan Sztolcman
Stefan Jan Sztolcman (ur. 2 września 1852 w Warszawie, zm. 29 marca 1933 tamże) – polski inżynier komunikacji, budowniczy linii kolejowych w Rosji i Polsce, organizator kolejnictwa w II Rzeczypospolitej.

## Życiorys
Ukończył gimnazjum w Warszawie (1869). Początkowo studiował na Wydz. Matematyczno-Fizycznym Uniwersytetu Warszawskiego (1871), a następnie w Instytucie Inżynierów Komunikacji w Petersburgu (1872–1877). Już w trakcie studiów pracował jako technik przy pracach projektowych kolei Lipawa-Połtawa (1870), a następnie kolei Kiszyniów-Jassy (1872) i Kolei Nadwiślańskiej (1874).
W 1877 r., po otrzymaniu dyplomu inżyniera kolejowego, został zastępcą naczelnika odcinka przy budowie drugiego toru kolei Moskwa-Brześć Litewski (1877–1878), a następnie w wydz. technicznym służby drogowej Towarzystwa Dróg Żelaznych Południowo-Zachodnich w Kijowie (1879–1880). W tym samym Towarzystwie był kierownikiem działu stacji i sygnalizacji w Odessie (1881–1894). Potem był zastępcą naczelnika budowy kolei Perm-Kotłas (1895–1896), a następnie w latach 1897–1905 głównym inżynierem budowy linii kolejowych Moskwa-Windawa, a następnie Petersburg-Witebsk, w tym okresie przebudował 25-kilometrową linię Petersburg-Carskie Sioło. W 1906 przeprowadził projekt budowy kolei dojazdowych do kopalni węgla w guberni riazańskiej.
W latach 1908–1910 był zastępcą naczelnika służby drogowej w dziale nowych robót kolei Petersburg-Moskwa. Od 1911 prowadził prace studialne, a po powstaniu w 1912 Towarzystwa Kolei Zachodnio-Uralskiej został prezesem jego zarządu. W tym samym czasie został prezesem zarządu Towarzystwa Uralskiej Kolei Północno-Wschodniej. Mimo trudności spowodowanych pierwszą wojną światową, doprowadził do końca budowę obu tych dróg żelaznych oraz zorganizował zarządy ich eksploatacji. Od 1914 r. był p.o. członka Rady Inżynierskiej przy Min. Komunikacji.
Należał do Stowarzyszenia Inżynierów Komunikacji w Petersburgu, w którym, w latach 1905–1907, wygłaszał odczyty. Był również w latach 1905–1910 autorem artykułów, m.in. dotyczących rosyjskiej sieci kolejowej w jego organie „Известия собрания инженеров путей сообщения”.
Po wybuchu w 1917 r. rewolucji bolszewickiej w 1918 roku powrócił do Polski. Brał udział w organizacji krajowej sieci kolejowej, zwłaszcza w zintegrowaniu dróg kolejowych byłych zaborów. Jako delegat Stowarzyszenia Techników Polskich wszedł w skład działającej przy ministrze kolei żelaznych Komisji Przebudowy Węzła Kolejowego Warszawskiego, od 1919 był zastępcą jej przewodniczącego. Działał aktywnie w Stowarzyszeniu Techników Polskich, a następnie od 1919 w Związku Polskich Inżynierów Kolejowych którego zjazdy organizował od 1921, a od 1924 był członkiem honorowym. W 1923 został członkiem korespondentem Akad. Nauk Technicznych; był w niej sekretarzem Komisji Słownictwa Technicznego. Był również wykładowcą na kursach dla inżynierów organizowanych przez Warszawskie Towarzystwo Politechniczne.
W latach 1924–1926 był Głównym Inspektorem Kolei, a od 1925 członkiem Rady Technicznej przy Ministrze Kolei, a od 1926 Państwowej Rady Kolejowej. Zainicjował powstanie i w latach 1925–1933 redagował pismo „Inżynier Kolejowy”. Był przewodniczącym komitetu redakcyjnego jubileuszowego wydawnictwa Dziesięciolecie Polskich Kolei Państwowych 1918-1928 (Warszawa 1928).
Pochowany na cmentarzu w Czyżewie, w pobliżu swojego majątku Gostków w powiecie łomżyńskim.

## Publikacje Stefana Sztolcmana

### książki
- Из практики строительства железных дорог, Санкт-Петербург 1906,
- Развитие сети железных дорог Европейской России в связи с результатами ее эксплуатации, Санкт-Петербург 1907,
- Niektóre zagadnienia gospodarki kolejowej w zastosowaniu do kolejnictwa polskiego, Warszawa 1924,
- [wraz z Adamem Krzyżanowskim] Koszty własne przewozów na liniach normalnotorowych Polskich Kolei Państwowych za rok 1924, Warszawa 1925
- [wraz z Adamem Krzyżanowskim] Koszty własne przewozów na liniach normalnotorowych Polskich Kolei Państwowych za rok 1925, Warszawa 1926
- [wraz z Adamem Krzyżanowskim] Koszty własne przewozów na liniach normalnotorowych Polskich Kolei Państwowych za rok 1926, Warszawa 1928
- Koszty własne przewozów na liniach normalnotorowych Polskich Kolei Państwowych za rok 1927-1928, Warszawa 1929
- Koszty własne przewozów na liniach normalnotorowych Polskich Kolei Państwowych za rok 1928-1929, Warszawa 1930
- Koszty własne przewozów na liniach normalnotorowych Polskich Kolei Państwowych za rok 1929-1930, Warszawa 1931
- Koszty własne przewozów na liniach normalnotorowych Polskich Kolei Państwowych za rok 1930-1931, Warszawa 1931

### artykuły
- Podstawy teoretyczne projektowania rozwoju sieci kolejowej i zastosowanie ich do potrzeb Państwa Polskiego, „Przegląd Techniczny.” R. 45: 1919.
- Gospodarka materiałowa na PKP, „Inżynier Kolejowy” nr 5, 1925
- Plany rozwoju sieci kolejowej polskiej, „Inżynier Kolejowy” nr 21, 1928
- Koleje odziedziczone przez Polskę w b. zaborze rosyjskim, „Inżynier Kolejowy” nr 11, 1928
- Organizacja centralnego Zarządu Kolejowego w Polsce, „Inżynier Kolejowy” nr 8, 1929
- Udział polskich kolei w przewozach międzynarodowych, „Inżynier Kolejowy” nr 8, 1930
- Organizacja zarządu eksploatacji kolei w Polsce, „Inżynier Kolejowy” nr 9, 1931
- Koleje polskie w porównaniu z niektórymi obcymi, „Inżynier Kolejowy” nr 1, 1933

## Odznaczenia
- Krzyż Komandorski Orderu Odrodzenia Polski (1924)[1].

## Życie prywatne
Urodził się w rodzinie rzemieślniczej, był synem mistrza siodlarskiego Augusta (1810–1876) i Józefy z Majewskich (1812–1880).